# Kyllinga bulbosa
Kyllinga bulbosa är en halvgräsart som beskrevs av Ambroise Marie François Joseph Palisot de Beauvois. Kyllinga bulbosa ingår i släktet Kyllinga och familjen halvgräs. IUCN kategoriserar arten globalt som livskraftig. Inga underarter finns listade i Catalogue of Life.